# トランスフォーマー コレクション
トランスフォーマー コレクション (TRANSFORMER COLLECTION) とは、トランスフォーマーの絶版になった旧作玩具の復刻シリーズ。2002年より展開。

## 概要
現在入手困難な初期シリーズ（初代トランスフォーマー、2010）玩具を、当時の視聴者向けに復刻する企画である。コレクションの名の通り、パッケージはナンバリングされ、統一されたデザインに変更。またキャラクターカード、アニメ展開などの情報を記載したファイルカードが追加されている。本体の仕様はほぼ当時のままであるが、特典として武器などが追加されたものも存在する。統一パッケージに納まりきらぬ品は復刻版でリリースされる。
なお復刻の際にはリカラー、仕様変更された特別キャラクターが限定版としてe-Hobby限定で発売されることが多い。中には元ネタであるダイアクロン当時のカラーに新たな設定が加えられ発売されたものもある。

## 展開

### 2002年
- 01: 副官マイスター
表情が当時のものとは異なる。
- 02: 戦略家プロール
- 03: 戦士スキッズ
単体で発売されるのはこれが初。
- 04: 戦士トラックス
- 05: 戦術家スモークスクリーン
パッケージイラストは海外ドリームウェーヴ・プロダクションズ版の流用でなく新規に描き下ろされた。
- 06: 破壊大帝メガトロン
復刻版の完全版に追加武器エナジーメイス、特製マウスパッド、デストロンシール付属。

### 2003年
- 07: 戦士ランボル
三度目の復刻となるが、塗装の一部が以前と異なる。
- 00: 総司令官コンボイ
追加武器エナジーアックス、ファイルカードのバインダー付属。
- 08: 救助員インフェルノ
サイバトロンステッカー付属。
- 09: 航空参謀スタースクリーム
アニメに準じた明るい色彩となる。デストロンの紋章も逆向きに印刷されやはりアニメ通り。
追加武器メガトロンガンモード、DVD付属。
- 10: 情報参謀サウンドウェーブ
カセットロン空中破壊兵コンドル付属。
- 11: 輸送参謀アストロトレイン
初期販売された白黒版（後期は紫がアクセントに加わった）。

### 2004年
- 12: ミニボット6体セット
通信員アダムス、戦士ワーパス、戦士パワーグライド、技術者ドラッグ、探査員ギアーズ、情報員バンブル（顔をアニメ版に改修）のセット。
- 13: 騎士ホットロディマス
日本では未発売だったターゲットマスター版として復刻。
- 14: 偵察員ハウンド
- 15: 連射員ステッパー
- 16: インセクトロン
諜報工作兵キックバック、電子工作兵シャープネル、心理工作兵ボンブシェルのセット。エネルゴンキューブ3個付属。また、当時羽根の先が円く改修されていたキックバックは、ダイアクロン時の尖った羽根に戻された。

### 2005年
- 17: 空陸参謀ブリッツウイング

丸く改修されていた剣の形状がダイアクロン時代のものに戻された。
- 18: 情報参謀サウンドブラスター

カセットロンの空中破壊兵バズソー、諜報破壊兵ジャガー付属。シールはサウンドウェーブと共用。
- 19: 科学者サイバトロンパーセプター
- 20: フューチャーサイバトロン

戦士チャー、サヴァイバリストウィーリーのセット。チャーは日本では未発売だったターゲットマスター版。

### 2006年
- 21: 通信員ブロードキャスト
カセットボット追跡員スチールジョー付属。

## 限定版
特筆が無い限り、オンラインショップe-Hobbyで販売された限定品。振られたナンバーは、初期玩具ラインナップに準じて割り振られたもの。e-Hobby限定品は、先行してイベントなどで販売されていた『コレクターズエディション』のパッケージが用いられている。

### 2002年
- 06: ゴールドマイスター
- 08: ストリーク・アニメカラー
金メッキされたマイスターと、プロールの同型であるストリークのアニメ準拠色替品の2体セット。
- 94: ウーマンサイバトロン陸空戦闘員ロードレイジ
- 95: サイバトロン大使クロスカット
トラックス、スキッズのリカラー。どちらも前身である『ダイアクロン』カラーに準じており、クロスカットはこれまでトランスフォーマーとして発売されていなかった「ホンダシティR」が原型。
- ブラックトラックス
同年ミリオン出版より発売された『トランスフォーマー・ザ・コミックス』の懸賞品。

### 2003年
- 08: シルバーストリーク
ストリークの銀メッキ版。
- 93: クローン兵士メガプレックス
『G-2』期のクローン兵士設定を踏襲した色替品。本体はかつての日本版メガトロンが基本になっている。
- 90: 歩哨タイガートラック
黄色のランボル（『ダイアクロン』仕様）。フィギュア王誌上販売。
- 91: 警察官 (Police Officer) クランプダウン / Clamp Down
- 92: 特別捜査官 (Special Investigator) ディープカバー / Deepcover
ランボルの仕様変更品（『ダイアクロン』仕様）。パトカーのクランプダウンと、黒色のディープカバー2体セット。
- 88: 輸送・資源探査員 (Transport/Resource Exploration) ロードホーラー / RoadHauler
グラップルの仕様変更品。
- 89: 航空宇宙兵 (Aerospace Warrior) サンストーム / Sunstorm
2体セット。インフェルノの仕様変更であるグラップルの黄緑リカラー(｢オメガ・スプリームの秘密｣でビルドロンが元サイバトロンであったことに因んでの同色)、ロードホーラーという名は第一話において崖から転落したハウンドを引き上げているグラップルそっくりのクレーン車が、アメリカではホーラーと呼ばれていたことに由来する。
サンストームはジェットロンのオレンジリカラー。デストロンセイバートロン保安部隊の一隊員を思わせる（アニメ一作目の初期に良く似たカラーリングのジェットロンが登場）。
後にサンストームは、2008年10月に受注生産という形で再発売が決定した。

### 2004年
- 48: 輸送参謀アストロトレイン・プロトカラー
アニメ版カラー。当時初期海外パンフレットに掲載されていたもの。
- 84: 次元探査実験部隊G1ゴーボッツ (Dimensional Exploration Researchers: Generation One Gobots)
ミニボットのリカラー。サイバトロンのパスファインダー（アダムス青色）、スモールフット（ギアーズ黄色）、ロードレンジャー（ドラッグ黒）とデストロンのトレッズ（ワーパス緑）、バグバイト（バンブル白）、バッドボーイ（パワーグライド白）の6体セット。
各ロボットの名称はe-HOBBYサイトでの告知の初期段階のみ掲載されていたが、2週間程度で削除され、実際の製品にはキャラクター名は一切掲載されていない。また、アダムス、ワーパス、パワーグライドのリカラー元ネタは、カタログに掲載された初期カラー。
- 77: ジャンキオン傭兵 (Mercenary) デトライタス / Detritus
ハウンドのデザートカラー。両陣営のエンブレムシールが同梱。パッケージはデストロン。
- 73: インセクトロン・クローンアーミー侵略尖兵 (Invader) ショットホール / Shot Hole
- 74: インセクトロン・クローンアーミー突撃砲兵 (Assault Gunner) サルボー / Salvo
- 75: インセクトロン・クローンアーミー追跡猟兵 (Hunter-Seeker) ザップトラップ / Zap Trap
キックバック、ボンブシェル、シャープネルの『ダイアクロン』カラー3体セット。

### 2005年
- 72: クインテッサ宙挺降下兵 (Quintesson Spaceborne Trooper) オーバーチャージ / Overcharge
ブリッツウイング『ダイアクロン』カラー。テラーボット (Terrorbot) なる、デストロン兵士の祖先から発展した自律戦闘ロボット。サイバトロン、デストロンのみならず、クインテッサ、ユニクロン陣営、地球防衛軍のエンブレムシール付き。
- 秘密警察隊コバルトセントリー
  - 69: 強制執行官 (Enforcer) ハウルバック / Howlback
  - 70: 情報統制官 (Information Control) ガーボイル / Garboil
カセットロンのジャガー、コンドルのリペイントセット。
- 68: デストロン元軍事執政官マグニフィカス / Magnificus & 兵士ガミード / Ga'Mede
パーセプター黒（前身『ミクロチェンジ』カラー）と、2004年『ミクロマン』素体の仕様変更品セット。
- 67: 貨物搬送員 (Freight handler) オライオンパックス / Orion Pax & ダイオン / Dion
チャー、ウィーリーのリカラー。コンボイの前身オライオンパックスとその友人をイメージしたもの。

### 2006年
- C-116: 通信員 (Communications / Cassette-bot Leader) ツインキャスト / Twincast
65: 元ウーマンカセットロンの潜伏工作兵 (Sleeper Agent) フリップサイズ / Flip Sides付属。
サウンドブラスターと同じくパワーアップ版商品であるが、e-Hobby限定という扱いになった。フリップサイズの設定との兼ね合いからかデストロンパッケージで発売。